# Жиці
Жиці (словен. Žice) — поселення в общині Света Ана, Подравський регіон‎, Словенія.